# Сэндитон (роман)
«Сэндитон» (англ. Sanditon) — роман британской писательницы Джейн Остин, оставшийся незаконченным и впервые изданный в 1825 году, после смерти автора. Получил ряд продолжений от других авторов, экранизирован в формате сериала (2019—2023).

## Создание
Джейн Остин начала работать над своим очередным романом в январе 1817 года. Рабочее название книги было «Братья». Однако уже в марте того же года, написав одиннадцать глав, Остин прекратила работу (предположительно из-за прогрессировавшей болезни), а в июле она умерла. Написанное было издано в 1825 году под названием «Сэндитон».

## Сюжет
Главная героиня романа, девушка по имени Шарлотта Хэйвуд, отправляется на лето из отцовского поместья в рыбацкий посёлок Сэндитон и начинает осваиваться в местном обществе. В числе её новых знакомых Томас Паркер, который пытается превратить Сэндитон в модный курорт, брат Томаса Сидни Паркер, которого Шарлотта находит привлекательным, очень богатая девушка с Антигуа мисс Лэмб, старая и влиятельная вдова миссис Денем, которую окружают охотники за наследством. Написанная часть романа обрывается на описании визита Шарлотты в Сэндитон-хаус, резиденцию миссис Денем.

## Оценки и значение
Литературоведы характеризуют «Сэндитон» как острую, полную самоиронии сатиру на курортную жизнь. Прототипом городка Сэндитон считается Уэртинг (Суссекс), в котором Джейн Остин останавливалась в конце 1805 года, а прототипом Томаса Паркера — местный предприниматель Эдвард Огл.
Многие писатели работали над продолжением «Сэндитона», пытаясь угадать дальнейшие планы Остин в отношении этого романа и подражая её стилю. В частности, были опубликованы книги:
- «Сэндитон» Джейн Остин и другой леди (позже издавался под названиями «„Сэндитон“ Джейн Остин и Мэри Доббс», «„Сэндитон“ Джейн Остин и Энн Телскомб»);
- Завершение «Сэндитона» Джульетты Шапиро (не включает текст Остин);
- Возвращение в Сэндитон: продолжение фрагмента из романа Джейн Остин (автор Энн Толедо);
- «Сэндитон» Джейн Остин, дополненный Д. Дж. Иденом;
- «Сэндитон» Джейн Остин: продолжение (автор Анна Остин Лефрой, племянница Остин; книга осталась неоконченной);
- «Шарлотта» Джейн Остин, написанная Джейн Остин и дополненная Джулией Барретт;
- «Лекарство от всех болезней» (канадское и американское название: «Цена мясной лавки»; автор Реджинальд Хилл, городок здесь переименован в Сэндитаун и расположен в Йоркшире).

В 2013 году на экраны вышел американский мини-сериал «Добро пожаловать в Сэндитон». Его действие начинается в тот момент, на котором остановилась Остин, причём Шарлотту сценарист заменил сестрой Уильяма Дарси Джорджианой из «Гордости и предубеждения».
По мотивам «Сэндитона» снят британский телесериал с тем же названием. Первый сезон вышел на экраны в 2019 году, второй в 2022, третий — в 2023. Главные роли сыграли Роуз Уильямс, Тео Джеймс, Кейт Эшфилд, Кристал Кларк. Создатели сериала использовали сюжетный материал от Остин только в первых эпизодах, а в дальнейшем сами продолжили историю созданных писательницей персонажей.